# Pistolet maszynowy Kedr
Kedr (Кедр, Kiedr) – rosyjski pistolet maszynowy skonstruowany w latach 70. XX wieku, po udoskonaleniu produkowany od 1993 roku.

## Historia
W latach 70. ogłoszono w ZSRR konkurs na pistolet maszynowy. Jednym z uczestników konkursu był Jewgienij Dragunow, który przedstawił prototyp oznaczony jako PP-71. Konkurs został przerwany z powodu nierealistycznych żądań stawianych przez wojskowych (np. zasięgu skutecznego ponad 550 m typowego dla karabinu automatycznego, a nie pistoletu maszynowego).
Na początku lat 90. pojawiła się potrzeba wyposażenia rosyjskiej milicji w małogabarytową broń o dużej sile ognia. W odpowiedzi Iżmasz zaproponował pistolet maszynowy Kedr, unowocześnioną wersję PP-71 wyposażoną w zmodernizowaną kolbę i chwyt pistoletowy. Od 1993 roku rozpoczęto produkcję jednak wyprodukowano tylko niewielką liczbę pm Kedr. Trafiły one na wyposażenie rosyjskiej milicji i służb bezpieczeństwa.

## Wersje
- PP-71 – prototyp z lat 70.
- PP-91 Kedr – wersja seryjna z lat 90.
- PP-91-01 – wersja przystosowana do montażu tłumika dźwięku identycznego jak w pistolecie APS.
- pistolet szturmowy Kedr – wersja samopowtarzalna, pozbawiona kolby.
- Klin – wersja przystosowana do zasilania amunicją 9 × 18 mm PMM

## Opis
Kedr jest bronią samoczynno-samopowtarzalną. Automatyka broni działa na zasadzie odrzutu zamka swobodnego. Broń strzela z zamka zamkniętego. Mechanizm spustowy z możliwością strzelania ogniem pojedynczym i seriami. Zasilanie z magazynków 20 i 30-nabojowych. Przyrządy celownicze składają się z muszki i celownika przerzutowego. Kolba składana na wierzch komory zamkowej.